# Франсіско де Санде
Франсіско де Санде (ісп. Francisco de Sande; 1540 — 12 вересня 1602) — іспанський колоніальний чиновник, генерал-губернатор Філіппін (1574—1580), президент Королівської авдієнсії Санта-Фе-де-Боготи (1597—1602).

## Біографія
Народився близько 1540 року в Касересі. Вивчав право спочатку в Саламанці, а потім у Севільї.
18 червня 1868 року отримав пост алькальда з кримінальних справ у Королівській авдієнсії Мехіко та вирушив до Америки. Також у Мехіко впродовж певного часу виконував обов'язки податкового інспектора. 30 квітня 1572 року був призначений на посаду судді тієї ж Королівської авдієнсії.
1574 року де Санде був призначений на посаду генерал-губернатора Філіппін. За два роки, після невдалої спроби налагодити стосунки з Брунейським султанатом, почалась війна, під час якої Франсіско де Санде особисто очолив військову експедицію.
У червні 1580 року повернувся до Мехіко, а 1593 року отримав пост у Королівській авдієнсії Гватемали. 1597 року став президентом Королівської авдієнсії Санта-Фе-де-Боготи.
Помер 1602 року, перебуваючи на посаді.